# Simon Sjödin
Simon Sjödin, född 4 oktober 1986, är en svensk landslagssimmare som tävlar för Skuru IK. Han har svenskt rekord på flera distanser  och tävlar internationellt i framförallt medley och fjärilsim. Han deltog vid OS 2008 på distanserna 200 meter fjärilsim och 4x100 meter medley  samt OS 2016 på distanserna 200 meter fjärilsim och 200 meter medley .

## Personliga rekord

### Långbana (50 m)
| Distans         | Tid     |      | Datum       | Tävling            | Plats          | Ref   |
| --------------- | ------- | ---- | ----------- | ------------------ | -------------- | ----- |
| 200 m fjärilsim | 1.56.46 | 0SR0 | 8 aug 2016  | Olympiska spelen   | Rio de Janeiro | [ 5 ] |
| 400 m medley    | 4.18.25 |      | 14 apr 2019 | Malmsten Swim Open | Stockholm      | [ 6 ] |
| 200 m medley    | 1.58.02 | 0SR0 | 31 jul 2013 | Världsmästerskapen | Barcelona      | [ 7 ] |

### Kortbana (25 m)
| Distans         | Tid     |      | Datum       | Tävling              | Plats     | Ref   |
| --------------- | ------- | ---- | ----------- | -------------------- | --------- | ----- |
| 100 m medley    | 52.51   | 0SR0 | 15 dec 2012 | Världsmästerskapen   | Istanbul  | [ 7 ] |
| 200 m medley    | 1.54.17 | 0SR0 | 5 nov 2016  | Svenska Mästerskapen | Stockholm | [ 8 ] |
| 400 m medley    | 4.05.06 | 0SR0 | 03 dec 2015 | Europamästerskapen   | Netanya   | [ 7 ] |
| 200 m fjärilsim | 1.52.89 | 0SR0 | 06 dec 2015 | Europamästerskapen   | Netanya   | [ 9 ] |

0SR0 = Svenskt rekord

### Fotnoter
1. 1 2 3 4 5  ”Svenska rekord 25 m herrar”. www.svensksimidrott.se. Arkiverad från originalet den 18 september 2016. https://web.archive.org/web/20160918103424/http://www.svensksimidrott.se/Varagrenar/Simning/Simstatistik/Rekord/Svenskarekord/Herrar25m/. Läst 9 augusti 2016.
2. 1 2  ”Svenska rekord 50 m herrar”. www.svensksimidrott.se. Arkiverad från originalet den 29 januari 2020. https://web.archive.org/web/20200129061109/http://www.svensksimidrott.se/Varagrenar/Simning/Simstatistik/Rekord/Svenskarekord/Herrar50m/. Läst 9 augusti 2016.
3. ↑  ”Simon Sjödin Bio, Stats, and Results - Olympics at Sports.reference.com”. sportsreference.com. Sportsreference. Arkiverad från originalet den 1 oktober 2015. https://web.archive.org/web/20151001212313/http://www.sports-reference.com/olympics/athletes/sj/simon-sjodin-1.html. Läst 7 december 2015.
4. ↑  ”Svenska olympiska kommitté - Idrottsprofil”. http://sok.se/idrottare/idrottare/s/simon-sjodin.html. Läst 9 augusti 2016.
5. 1 2  ”Simon Sjödin slog svenskt rekord i OS”. http://www.expressen.se/sport/os2016/simon-sjodin-slog-svenskt-rekord-i-os/. Läst 9 augusti 2016.
6. ↑  ”Tempus Open - Simon Sjödin”. www.tempusopen.se. https://www.tempusopen.se/index.php?r=swimmer/distance&id=258018&event=66. Läst 8 januari 2021.
7. 1 2 3  ”Octoopen - Personbästaprofil”. Arkiverad från originalet den 16 augusti 2016. https://web.archive.org/web/20160816173232/http://octoopen.se/index.php?r=swimmer%2Fview&id=258018. Läst 9 augusti 2016.
8. ↑  ”Tempus Open - Simon Sjödin”. www.tempusopen.se. https://www.tempusopen.se/index.php?r=swimmer/distance&id=258018&event=63. Läst 8 januari 2021.
9. ↑  ”Simon Sjödin skrällde med brons - DN.SE” (på svenska). DN.SE. http://www.dn.se/sport/simon-sjodin-skrallde-med-brons/. Läst 7 december 2015.